# اچ‌ام‌اس سامرست (۱۷۴۸)
اچ‌ام‌اس سامرست (۱۷۴۸) (به انگلیسی: HMS Somerset (1748)) یک کشتی بود که طول آن ۱۶۰ فوت (۴۸٫۸ متر) بود. این کشتی در سال ۱۷۴۸ ساخته شد.